# Linia kolejowa Jaroměř – Trutnov
Linia kolejowa Jaroměř – Trutnov – jednotorowa, niezelektryfikowana linia kolejowa w Czechach. Łączy Jaroměř i Trutnov. W całości znajduje się w kraju hradeckim.